# Onthophagus infaustus
Onthophagus infaustus är en skalbaggsart som beskrevs av Yves Cambefort 1984. Onthophagus infaustus ingår i släktet Onthophagus och familjen bladhorningar. Inga underarter finns listade i Catalogue of Life.